# João Rodrigues (wioślarz)
João Rodrigues (ur. 28 października 1991 w Coimbrze) – portugalski wioślarz.

## Osiągnięcia
- Mistrzostwa Europy – Montemor-o-Velho 2010 – ósemka wagi lekkiej – 3. miejsce[1].